# NGC 4117
NGC 4117 is een lensvormig sterrenstelsel in het sterrenbeeld Jachthonden. Het hemelobject werd op 6 februari 1788 ontdekt door de Duits-Britse astronoom William Herschel.

## Synoniemen
- UGC 7112
- MCG 7-25-27
- ZWG 215.29
- PGC 38503